# Zapiekanka
Zapiekanka, também chamado de pizza polonesa, é um fast-food polonês típico, um tipo de sanduíche que geralmente consiste em um pão baguete com cogumelos, presunto e queijo, sendo frequentemente servido com os molhos ketchup ou maionese.